# Teena Marie
Teena Marie, nome artístico de Mary Christine Brockert (Santa Mónica, 5 de março de 1956 – Pasadena, 26 de dezembro de 2010), foi uma cantora e produtora norte-americana de R&B, também apelidada de "Lady T" e "Rainha de Marfim do Soul". 
Teena fez sucesso nas décadas de 1970 e 1980 com hits como "Lovergirl" (1984) e "Ooo La La La" (1988). A sua carreira conta com a nomeação para quatro Grammys, sendo o seu último trabalho o álbum Congo Square de 2009.

## Morte
Teena Marie morreu em 26 de dezembro de 2010, aos 54 anos, em sua casa em Pasadena, Califórnia.

## Discografia

### Álbuns
- Wild and Peaceful (1979)
- Lady T (1980)
- Irons in the Fire (1980)
- It Must Be Magic (1981)
- Robbery (1983)
- Starchild (1984)
- Emerald City (1986)
- Naked to the World (1988)
- Ivory (1990)
- Passion Play (1994)
- La Doña (2004)
- Sapphire (2006)
- Congo Square (2009)
- Beautiful (2013)